# مطار تبريز الدولي
مطار تبريز الدولي أو رسميا مطار تبريز شهيد مدني الدولي (بالفارسية: فرودگاه بین‌المللی شهید مدنی تبریز) هو مطار يخدم مدينة تبريز الإيرانية ويعد المطار الرئيسي لها، ويقع المطار قرب مدينة تبريز في محافظة أذربيجان الشرقية شمال غرب إيران. يُستخدم مدرج المطار أيضًا من قبل القاعدة الجوية التكتيكية 2 التابعة للقوات الجوية لجمهورية إيران الإسلامية.

## الحوادث والوقائع
- في 6 يونيو من عام 2018، اخترقت مجموعة قراصنة إيرانية تدعى «تابندجان» شاشات الوصول والمغادرة في مطار تبريز الدولي، وشوهت لافتات في المساء، حيث أظهرت رسالة احتجاج ضد "إهدار موارد الإيرانيين" وأعربت عن دعمها لسائقي الشاحنات الإيرانيين الذين كانوا مضربين في جميع أنحاء إيران لعدة أسابيع.[2][3]
- في 13 يونيو من عام 2025، شنّ سلاح الجو الإسرائيلي غارة جوية استهدفت القاعدة الجوية العسكرية في مطار تبريز الدولي، ضمن الضربات الإسرائيلية على إيران خلال يونيو من عام 2025. وأسفرت الغارة عن أضرار جسيمة في البنية التحتية العسكرية داخل مجمع المطار.[4]